# Agrias peruana
Agrias peruana är en fjärilsart som beskrevs av Peter William Michael 1927. Agrias peruana ingår i släktet Agrias och familjen praktfjärilar. Inga underarter finns listade i Catalogue of Life.